# Skulduggery Pleasant
Skulduggery Pleasant ist eine Jugendbuchreihe des irischen Schriftstellers Derek Landy, die aktuell 16 Romane der Hauptreihe, einen Band mit Kurzgeschichten, zwei Spin-Off-Romane, ein Paraquel sowie einen Graphic Novel umfasst. Alle bisher erschienenen Bücher gibt es auch als Hörbuch. Die Titelfigur Skulduggery Pleasant ist ein lebendes Skelett und ein Detektiv. Als „Elementezauberer“ kann er Feuer, Wasser, Luft und Erde beeinflussen. Gemeinsam mit der zweiten Hauptfigur der Reihe, Stephanie Edgley (Walküre Unruh), kämpft er gegen das Böse, um die Menschheit zu beschützen und um weiterhin vor den gewöhnlichen Menschen geheim zu halten, dass es Magie überhaupt gibt.

## Die Bücher
| Band   | Titel                                                             | Erscheinungsdatum (deutsch) | Seiten | ISBN                            |
| ------ | ----------------------------------------------------------------- | --------------------------- | ------ | ------------------------------- |
| 1      | Skulduggery Pleasant - Der Gentleman mit der Feuerhand            | 3. April 2007               | 352    | 978-3-7855-7268-9 (Taschenbuch) |
| 2      | Skulduggery Pleasant - Das Groteskerium kehrt zurück              | 15. Juni 2008               | 336    | 978-3-7855-7363-1 (Taschenbuch) |
| 3      | Skulduggery Pleasant - Die Diablerie bittet zum Sterben           | 15. Juni 2009               | 352    | 978-3-7855-7405-8 (Taschenbuch) |
| 4      | Skulduggery Pleasant - Sabotage im Sanktuarium                    | 15. September 2010          | 384    | 978-3-7855-7533-8 (Taschenbuch) |
| 5      | Skulduggery Pleasant - Rebellion der Restanten                    | 04. Oktober 2011            | 512    | 978-3-7855-7587-1 (Taschenbuch) |
| 6      | Skulduggery Pleasant - Passage der Totenbeschwörer                | 09. Oktober 2012            | 576    | 978-3-7855-7904-6 (Taschenbuch) |
| 7      | Skulduggery Pleasant - Duell der Dimensionen                      | 09. Oktober 2013            | 592    | 978-3-7855-7905-3 (Taschenbuch) |
| 7 1/2  | Skulduggery Pleasant - Tanith Low: Die ruchlosen Sieben           | 15. November 2013           | 240    | 978-3-7855-8286-2 (Taschenbuch) |
| 8      | Skulduggery Pleasant - Die Rückkehr der Toten Männer              | 14. Oktober 2014            | 704    | 978-3-7855-8243-5 (Taschenbuch) |
| 9      | Skulduggery Pleasant - Das Sterben des Lichts                     | 21. September 2015          | 720    | 978-3-7855-8705-8 (Taschenbuch) |
| 10     | Skulduggery Pleasant - Auferstehung                               | 13. November 2017           | 512    | 978-3-7855-8887-1 (Gebunden)    |
| 11     | Skulduggery Pleasant - Mitternacht                                | 12. November 2018           | 496    | 978-3-7855-8982-3 (Gebunden)    |
| 12     | Skulduggery Pleasant - Wahnsinn                                   | 13. November 2019           | 704    | 978-3-7855-8983-0 (Gebunden)    |
| 13     | Skulduggery Pleasant - Untotenland                                | 11. November 2020           | 656    | 978-3-7432-0833-9 (Gebunden)    |
| 14     | Skulduggery Pleasant - Tot oder lebendig                          | 17. November 2021           | 704    | 978-3-7432-0944-2 (Gebunden)    |
| 15     | Skulduggery Pleasant - Bis zum Ende                               | 16. November 2022           | 768    | 978-3-7432-0945-9 (Gebunden)    |
| 15 1/2 | Skulduggery Pleasant - Die Hölle bricht los                       | 14. Februar 2024            | 240    | 978-3-7432-1773-7 (Gebunden)    |
| 16     | Skulduggery Pleasant - Nur Mord im Kopf                           | 13. November 2024           | 448    | 978-3-7432-1952-6 (Gebunden)    |
| 17     | Skulduggery Pleasant - A Heart Full of Hatred                     | (Original: 27. März 2025)   | 416    | 978-0-0087-5399-3 (Gebunden)    |
| /      | Skulduggery Pleasant - Apokalypse, Wow! (Kurzgeschichtensammlung) | 09. März 2015               | 400    | 978-3-7855-8991-5 (Taschenbuch) |
| /      | Skulduggery Pleasant - Bad Magic (Graphic Novel)                  | 13. März 2024               | 144    | 978-3-7432-1831-4 (gebunden)    |
| /      | The Skulduggery Pleasant Grimoire (Paraquel)                      | (Original: 27. Mai 2021)    | 416    | 978-0-0084-7240-5 (gebunden)    |

### Skulduggery Pleasant – Der Gentleman mit der Feuerhand
(Original: Skulduggery Pleasant – Sceptre of The Ancients)
Der erste Band der Reihe führt die Protagonistin Stephanie Edgley ein, deren Onkel, der Autor Gordon Edgley, unerwartet verstirbt. Auf der Beerdigung trifft Stephanie erstmals auf einen Mann, namens Skulduggery Pleasant, einen Bekannten ihres Onkels, der sein Gesicht verbirgt. Stephanie erbt das Anwesen des verstorbenen Gordon Edgley, gleichwohl seines gesamten Vermögens jeglicher Form. Als sie dort eine Nacht allein verbringt, bricht ein Fremder ins Gebäude ein, der auf der Suche nach einem Schlüssel ist. Die Situation droht zu eskalieren, als Skulduggery Pleasant auftaucht und den Einbrecher in die Flucht schlägt. Dabei verliert er seine Verkleidung und es stellt sich heraus, dass er ein Skelett ist.
Stephanie fällt in Ohnmacht. Nachdem sie wieder aufwacht, stellt sich heraus, dass unter den Menschen Alchemisten, Magier, Nekromanten und andere magische Wesen leben. Skulduggery Pleasant arbeitet als Detektiv für das Sanktuarium Irlands, die Regierung dieser magischen Parallelwelt. In dieser Funktion ist es seine Aufgabe, kriminelle Zauberer gemeinsam mit den Polizisten des Sanktuariums, den sogenannten Sensenträgern, zur Strecke zu bringen. Auf Stephanies Drängen hin nimmt Skulduggery Pleasant sie als Lehrling auf.
In einem Wettlauf mit dem gefährlichen Alchemisten Nefarian Serpine suchen Skulduggery und Stephanie, die sich zum Schutz ihrer „sterblichen“ Identität nun Walküre Unruh nennt, nach dem Zepter der Urväter, einer Waffe, die ihrem Besitzer unvorstellbare Macht verleiht. Serpine will mit dem Zepter die sogenannten Gesichtslosen zurückholen, eine göttliche Rasse, die Menschen nur als Lebensmittel und Sklaven betrachtet. Außerdem will er an das im Sanktuarium gelagerte Buch der Namen herankommen, um damit Macht über die Menschheit zu erlangen.
„Der Gentleman mit der Feuerhand“ wurde 2010 bei den Bord Gáis Energy Irish Book Awards als irisches Buch des Jahrzehnts ausgezeichnet.

### Skulduggery Pleasant – Das Groteskerium kehrt zurück
(Original: Skulduggery Pleasant – Playing with fire)
Baron Vengeous, ein ehemaliger Komplize von Nefarian Serpine, ist aus dem Gefängnis entkommen und sinnt auf Rache. Er will das Groteskerium, einen Hybrid aus mehreren verschiedenen magischen Kreaturen und den Körper eines toten Gesichtslosen, mit Hilfe der magischen Rüstung des Kriegsverbrechers Lord Vile wiederbeleben. Diese Kreatur wäre in der Lage, die Gesichtslosen wieder auf die Erde zu bringen. Obwohl Skulduggery und Walküre versuchen, ihn daran zu hindern, gelingt Vengeous die Wiederbelebung, und es kommt zum Kampf der Sanktuariums-Zauberer gegen ihn und das Groteskerium.
Der Sprecher Rainer Strecker erhielt 2008 für seine Lesung des Hörbuches den Hörbuchpreis der Stadt Eltville.

### Skulduggery Pleasant – Die Diablerie bittet zum Sterben
(Original: Skulduggery Pleasant – The Faceless Ones)
Skulduggery und Walküre, die nicht mehr im Dienste des Sanktuariums stehen, untersuchen auf eigene Faust die Serienmorde an einer Reihe von Teleportern. Sie finden heraus, dass ein Teleporter mithilfe des Leichnams des Groteskeriums eine Verbindung zur Welt der Gesichtslosen öffnen könnte. Wenig später ist nur noch ein Teleporter, der junge Fletcher Renn, am Leben, den sie unter ihre Fittiche nehmen.
Die kriminelle Diablerie, deren Ziel die Rückkehr der Gesichtslosen ist, entführt derweil den Großmagier des Sanktuariums und fordert im Austausch für ihn die Auslieferung von Fletcher Renn. Bei der Übergabe entführt die Diablerie Renn. Skulduggery und Walküre versuchen das Öffnen des Tors, das den Gesichtslosen die Rückkehr in unsere Welt ermöglicht, zu verhindern. Dies misslingt allerdings. Mithilfe des Zepters der Urväter können Skulduggery und Walküre die Gesichtslosen zurückdrängen. Dabei wird Skulduggery Pleasant von dem letzten Gesichtslosen in dessen Dimension gezogen, und das Portal schließt sich unwiderruflich.
Walküre erfährt aber von dem Totenbeschwörer Solomon Kranz, dass es eine Möglichkeit gibt, Skulduggery zu retten: Mit dessen richtigem Kopf, der ihm vor Jahren von einer Bande Kobolde gestohlen wurde, kann die Verbindung zur Dimension der Gesichtslosen wieder geöffnet werden.
„Die Diablerie bittet zum Sterben“ wurde 2010 als JuBu Buch des Monats ausgezeichnet.

### Skulduggery Pleasant – Sabotage im Sanktuarium
(Original: Skulduggery Pleasant – Dark Days)
Das Buch erschien im April 2010 auf Englisch, die deutsche Übersetzung folgte im September desselben Jahres unter dem Titel „Sabotage im Sanktuarium“.
Clement Skarabäus, ein Magier, der einst zu Unrecht zu 200 Jahren Haft verurteilt wurde, sinnt nach seiner Entlassung auf Rache. Zusammen mit anderen kriminellen Zauberern gründet er den „Revengers' Club“ (dt. Club der Rächer), dessen erklärte Ziele die Zerstörung des irischen Sanktuariums sowie die Rache an Großmagier Guild sowie den Detektiven Skulduggery Pleasant und Walküre Unruh sind.
Zur gleichen Zeit gelingt es Walküre nach elfmonatiger Suche, den Originalschädel von Skulduggery zu finden, mit dem sie ein Portal zur Welt der Gesichtlosen öffnet, die sie betritt. Auf der anderen Seite entdeckt sie Skulduggery, den sie mit Hilfe von China Sorrows zur Rückkehr überreden kann.
In ihrer Heimatwelt stehlen Skarabäus und der Club der Rächer eine Desolationsmaschine, eine Art Bombe, die jedes Material zerfallen lässt. Sie planen, damit einen Anschlag auf das Croke Park Stadion zu verüben. Eine zweite Bombe wird jedoch von der Detektivin Marr ins Sanktuarium geschmuggelt, wo sie explodiert und das gesamte Gebäude zerstört sowie alle Anwesenden tötet. Skulduggery kann Walküre und Großmagier Guild in Sicherheit bringen.
Walküre erinnert sich anschließend, im Buch der Namen ihren echten Namen Darquise erkannt zu haben. Eine gewisse Darquise soll laut einigen Vorhersagen der Sensitiven großes Übel über die Welt bringen.

### Skulduggery Pleasant – Rebellion der Restanten
(Original: Skulduggery Pleasant – Mortal Coil)
Die deutsche Erstausgabe erschien im November 2011.
Der Totenbeschwörer Solomon Kranz soll im Auftrag seines Hohespriesters herausfinden, ob Walküre der Todbringer ist – jene Person, die nach der Vorstellung der Nekromanten die Grenze zwischen Leben und Tod einreißen wird. Zu diesem Zweck lässt er einen Restanten, einen magischen Parasiten, Besitz von einem Sensitiven ergreifen. Als er dies jedoch tut, sieht der Restant ausschließlich Darquise, was Kranz glauben lässt, Walküre wäre bestimmt, dieselbe zu besiegen. Der Restant allerdings sieht in Darquise die Zerstörerin der Welt und damit die Erlöserin der Restanten. Es gelingt ihm zu entkommen und die restlichen etwa zweitausend Restanten zu befreien.
Walküre hält immer noch geheim, dass sie ihren wahren Namen, Darquise, nun kennt. Nachdem sie vergeblich versucht hat, ihr Schicksal abzuwenden, weiht sie Skulduggery ein.
Die Restanten beginnen landesweit mächtige Magier und einflussreiche Menschen zu übernehmen. Auch Solomon Kranz wird Opfer eines Restanten.
Die verbliebenen Magier sammeln sich im Hibernia Kino und entwickeln den Plan, einen gigantischen Seelenfänger zu aktivieren, um die Restanten wieder einzufangen. Sie teilen sich auf, um den Schlüssel zum Seelenfänger zu finden, dabei wird jedoch Fletcher von einem Restanten übernommen.
Als die Gruppe den Seelenfänger findet, dringt ein Restant in Walküre ein. Es gelingt ihm aber nicht, die Kontrolle über ihren Körper zu übernehmen. Er reißt lediglich die letzte Barriere zwischen Walküre und Darquise ein. Letztere kommt frei, zerstört den Restanten in sich und fängt an, die Besessenen rücksichtslos zu töten. Walküre erlangt mithilfe von Skulduggery ihre Selbstkontrolle zurück und sie können die Restanten einsperren. Lediglich ein Restant entkommt und fährt in Tanith.

### Skulduggery Pleasant – Passage der Totenbeschwörer
(Original: Skulduggery Pleasant – Death Bringer)
Der Sensitive Paul Lynch wird ermordet, bevor er dem Journalisten Kenny Dune die magische Welt offenbaren kann. Skulduggery und Walküre untersuchen den Fall und stoßen erneut auf die Totenbeschwörer. Deren Todbringer, Melancholia St. Clair soll die sogenannte „Passage“ einleiten, indem 3,5 Milliarden Menschen auf einmal mit Schattenmagie getötet werden. Gleichzeitig ist Lord Vile wieder aufgetaucht und hat angekündigt, Walküre und alle Totenbeschwörer töten zu wollen. Walküre versucht zusammen mit Skulduggery, die Totenbeschwörer aufzuhalten und entdeckt dabei, dass Lord Vile Skulduggerys Alter Ego aus Kriegszeiten ist. Bei der aktuellen Bedrohung handelt es sich nicht um den echten Lord Vile, sondern Skulduggerys Totenbeschwörermagie, die sich in Form seiner Rüstung verselbstständigt hat. Walküre, die mit der immer wieder die Oberhand gewinnenden Darquise zu kämpfen hat, und Skulduggery sind nun beide mit ihren mächtigen, bösartigen Zweitidentitäten konfrontiert.

### Skulduggery Pleasant – Duell der Dimensionen
(Original: Skulduggery Pleasant – Kingdom Of The Wicked)
Der Zauberer Walden d’Essai ist äußerst gefährlich, denn er kennt seinen wahren Namen: Argeddion. Obwohl er keine bösen Ziele verfolgt, wird er vorsichtshalber seit 30 Jahren in einem energiegeladenen Käfig, genannt 'Würfel', festgehalten, in dem er sich in einem künstlichen Koma befindet.
Nun aber sucht Argeddion Sterbliche in ihren Träumen auf und verleiht ihnen magische Kräfte, um sie auf eine Ebene mit den Zauberern zu heben. Walküre und Skulduggery werden durch einige plötzlich magiebegabte, zerstörungswütige Teenager auf diesen Vorgang aufmerksam.
Der Oberste Rat der Sanktuarien setzt Großmagier Erskin Ravel unter Druck. Wenn das Problem mit zaubernden Sterblichen nicht innerhalb von einer Woche gelöst ist, wollen die anderen Länder eingreifen.
Als Walküre Kontakt mit einem Dimensionenschwenker hat, wechselt sie in eine Dimension, in der der Krieg anders ausgegangen ist und Mevolent regiert. Von dort können sie und Skulduggery das Zepter der Urväter stehlen. Argeddion gelingt es aber durch Walküres Dimensionswechsel, sein eigenes Selbst in dieser anderen Dimension zu finden und dadurch seine Stärke noch zu vermehren.
In der Dimension, in der Walküre lebt, gelingt es, Argeddion zu besiegen, nachdem Walküre und Skuldugger sich in Darquise und Lord Vile verwandelt haben. Walküre verliert dabei jedoch das Zepter der Urväter, das später von ihrem Spiegelbild gefunden wird.

### Skulduggery Pleasant – Die Rückkehr der Toten Männer
(Original: Skulduggery Pleasant – Last Stand of Dead Men)
Das amerikanische Sanktuarium zweifelt die Handlungsfähigkeit des irischen an. Zwischen beiden Ländern entbrennt ein Konflikt. Die Iren sehen sich durch den Beschleuniger von Argeddion, der sich in ihrem Besitz befindet und ungeheure Macht verleihen kann, für den Fall eines Krieges im Vorteil. Die Amerikaner planen, diesen Beschleuniger zu zerstören, um anschließend die Iren durch ihre Überzahl zu überwältigen. Der Sabotageversuch aber scheitert und die Täter werden festgenommen.
Die Amerikaner nehmen daraufhin in ihrem Land irische Sanktuariumsangestellte fest, die eigentlich nur auf Durchreise waren. Einer der Gefangenen wird durch Unaufmerksamkeit getötet, sodass rachsüchtige irische Magier die Saboteure ermorden. Dies führt zum Krieg.
Die Großmagier der anderen Wiegenkontinente, Afrika und Australien, werden umgebracht. Großmagier Erskin Ravel stellt sich als der Schuldige heraus und tötet zwei Freunde von Skulduggery und Walküre. Letztere verzweifelt und wird zu Darquise. Zwar schließen die Sanktuarien Frieden, Warlocks und Pestlinge greifen jedoch das irische Sanktuarium an. Daraufhin werden einige Magier mit dem Beschleuniger aufgeladen, um der Bedrohung Herr zu werden. Nur knapp und mit Hilfe von Darquise kann der Angriff der Warlocks abgewehrt werden.
„Die Rückkehr der Toten Männer“ wurde mit dem Irish Book Award in der Kategorie Buch des Jahrzehnts ausgezeichnet.

### Skulduggery Pleasant – Das Sterben des Lichts
(Original: Skulduggery Pleasant – The Dying of the Light)
Der neunte Band wurde im August 2014 veröffentlicht. Die deutsche Übersetzung ist am 21. September 2015 erschienen. Nachdem Walküre widerwillig, aber freiwillig die Kontrolle an Darquise übergab, nimmt nun ihr menschlich gewordenes Spiegelbild Stephanie ihren Platz ein. Gemeinsam mit Skulduggery soll sie die Abtrünnigen finden. Stephanie nutzt während diesem Abenteuer das Zepter der Urväter aus Mevolents Dimension. Dank einer Finte gelingt es, Walküre zurückzuholen, nachdem Darquise im Sanktuarium der USA die dortige Großmagierin tötete. Darquise wird dadurch zu einer losgelösten Entität, die in Sensitive hineinfahren kann. Allerdings verbrennen sich die Trägerkörper von innen selbst. Darquise tötet Stephanie, das Spiegelbild von Walküre, und fährt in ihren Körper. Um gegen Darquise alles aufzufahren, wird auch Melancholia St. Clair aus dem Koma geweckt und Skulduggery verstärkt seine Totenbeschwörerkräfte im Beschleuniger. Darquise kann trotzdem Melancholia töten und Lord Vile schwer verletzen. Unter den Opfern des Kampfs gegen Darquise ist auch Walküres Familie, die sie aber im Anschluss wiederbeleben kann. Am Ende wird Darquise besiegt. Sensitive verändern ihre Erinnerungen, sodass das Darquise in die Wirklichkeit der Gesichtslosen verschwindet, da sie denkt, dass die Welt bereits zerstört ist und es nichts mehr zu holen gibt. Man ist sich nicht sicher, ob Darquise besiegt wurde oder ob sie gestorben ist, da sie nie ihre gesamten Kräfte erlangen konnte.

### Skulduggery Pleasant – Auferstehung
(Original: Skulduggery Pleasant – Resurrection)
Am 10. Februar 2017 wurde auf der offiziellen Facebook-Seite ein weiterer, zehnter Teil angekündigt, welcher in der englischen Originalsprache im Juni 2017 erschienen ist. Dieser Teil wurde unter dem Titel „Auferstehung“ am 13. November 2017 auf Deutsch veröffentlicht und handelt unter anderem von Omen Darkly, einem neuen Protagonisten. Dieser ist ein eher mittelmäßiger Schüler der Corrival-Akademie, einer Schule für junge Magier und Magierinnen, und der jüngere Zwillingsbruder des Auserwählten Auger Darkly. Auger erhielt schon als kleiner Junge intensives Kampftraining, da es in einer Prophezeiung hieß, der erstgeborene Sohn von Caddock Sirroco und Emmeline Darkly, einem Jungen voller Klugheit und Stärke und mit mutigem Herzen, würde in seinem siebzehnten Lebensjahr dem König der Nachtländer in einer Schlacht gegenüberstehen, die über das Schicksal der Menschheit entscheide. Walküre, die seit der Schlacht um Roarhaven im Exil lebt, erklärt sich dazu bereit, Skulduggery für 24 Stunden bei einer Mission zu unterstützen. Im Glauben daran, dass Omen stärker als die anderen Schüler der Corrival-Akademie sei, weil er am Kampftraining seines Bruders teilgenommen hatte, er aber unauffälliger als sein Bruder sei, fragen Skulduggery und Walküre ihn um Hilfe. Er nimmt den Auftrag, in seiner Schule nach Mitgliedern einer Gruppe Bösewichte zu suchen, an. Als er, obwohl Skullduggery es ihm verboten hatte, weiter nach forscht, schafft er es den Gefangenen Temper Fray zu befreien.

### Skulduggery Pleasant – Mitternacht
(Original: Skulduggery Pleasant-Midnight) 
Walküres hat einen Termin, weshalb sie den Teenager Omen Darkley ihre Schwester Alison Babysitter spielen lässt. Während des Babysittens wird Alison aber von einem gewissen Cadaverus Gant entführt. Am Ende stellt sich heraus, dass Alisons Seele beschädigt ist und Walküre fliegt verzweifelt und voller Schuld zum Meer.

### Skulduggery Pleasant – Wahnsinn
(Original: Skulduggery Pleasant - Bedlam)
Während Walküre auf der Suche nach der verlorenen Seele ihre Schwester ist, werden sie und Skulduggery mit neuen, größeren Bedrohungen konfrontiert.

### Skulduggery Pleasant – Untotenland
(Original: Skulduggery Pleasant - Seasons of War)
Als Dimension X von zombieartigen Wesen, den Draugar, überrannt wird, plant der dort noch lebendige Mevolent, mit seinen Truppen die Dimension von Skulduggery und Walküre zu übernehmen. Die beiden werden, zusammen mit einem Team aus 7 Zauberern, mit dem Auftrag Mevolent zu töten, in seine Dimension geschwenkt.

### Skulduggery Pleasant - Tot oder Lebendig
(Original: Skulduggery Pleasant - Dead or Alive)
Ausgangssperre in Roarhaven! Das neue Glaubensbekenntnis des obersten Magiers Damocles Creed unternahm ernsthafte Schritte, um alle Zauberer in die Kirche der Gesichtslosen zu verwandeln. Dies bedeutet, dass alle Sterblichen Millionen von Todesfällen haben werden. Skulduggery und Walküre schlossen sich der Widerstandsgruppe an. Nichts schien Creed aufzuhalten und ihre Zeit wurde langsam knapp. Was ist, wenn sie schneller als die Zeit sind?
Mit Hilfe eines Sensitiven reiste Walküre in die 72-jährige Zukunft. Dort lernte sie nicht nur einen ganz anderen Skulduggery kennen, sondern auch ihr eigenes, dunkles und bösartiges Selbst.
Die Kultserie geht weiter. Denn auch Kleinigkeiten wie das Finale seiner Urban-Horror-Fantasie über den Magic Skull Detective können Bestsellerautor Derek Landy nicht davon abhalten, über weitere Geschichten zu Skulduggery Pleasant nachzudenken. Der vierzehnte Band der Serie ist tot oder lebendig.

### Skulduggery Pleasant - Bis zum Ende
(Original: Skulduggery Pleasant - Until the End)
Die Gesichtslosen sind zurück und das Ende der Welt naht. Der Widerstand um Tanith Low und Temper Fray kämpft auf verlorenem Posten und was Auger Darkly, der Auserwählte, vorhat, wissen die Götter. Das Schlimmste aber ist: Skulduggery kann sich nicht mehr auf Walküre Unruh verlassen.
Es sieht so aus, als hätten die Bösen gewonnen. Bis zum Ende gibt es aber noch einige Abenteuer zu bestehen. Die meisten sind ziemlich fies, entschuldigt sich Skulduggery Pleasant-Schöpfer Derek Landy bei seinen Fans. Bis zum Ende ist der fünfzehnte Band in Dereks Landys schwarzhumoriger Urban Fantasy-Reihe Skulduggery Pleasant.
Nur noch wenige Tage bis zum Weltuntergang! Bestsellerautor Derek Landy gelingt es auch im 15. Band seiner Urban-Fantasyreihe für Jugendliche ab 14 Jahren um den magischen Skelett-Detektiv Skulduggery Pleasant seine Leser mit actionreichen Abenteuern, messerscharfen Dialogen und viel schwarzem Humor in Atem zu halten.

### Skulduggery Pleasant - Nur Mord im Kopf
(Original: Skulduggery Pleasant - A Mind Full of Murder)
Am 7. September 2023 kündigte Derek Landy mit seinem X-Profil den 16. Band der Serie „A Mind Full of Murder“ an. Es handelt sich um das erste Buch der dritten Phase, die aus insgesamt 3 Büchern bestehen wird. Das Buch ist am 28. März 2024 in englischer Sprache erschienen. Die deutsche Übersetzung wird voraussichtlich am 13. November 2024 erscheinen.
Ein Serienkiller treibt sein Unwesen in Roarhaven und Umgebung. Die Opfer sind alle Sterbliche, und auf den ersten Blick verbindet sie nichts miteinander. Skulduggery und Walküre tappen im Dunkeln, aber dann erhalten sie eine codierte Nachricht. Will der Mörder sie etwa testen? Da hat er aber nicht mit Skulduggery Pleasants beeindruckender Fähigkeit zur Deduktion gerechnet. Derweil bringt sich Walküres kleine Schwester in Position. Denn auch in diesem actiongeladenen neuen Skulduggery-Abenteuer muss mal eben die Welt gerettet werden.

### Skulduggery Pleasant - A Heart Full of Hatred
Am 31. Oktober 2024 kündigte Derek Landy auf seinem X-Profil den 17. Band der Serie „A Heart Full of Hatred“ an. Dabei handelt es sich um den zweiten Band der dritten Phase. Das Buch soll voraussichtlich am 27. März 2025 in englischer Sprache erscheinen.

### Tanith Low – Die ruchlosen Sieben
(Original: The Maleficent Seven)
Die ruchlosen Sieben ist ein Spin-Off der Hauptserie und aus Sicht von Tanith Low, und spielt, nachdem diese im fünften Band von einem Restanten besetzt wurde. Gemeinsam mit einigen anderen Antagonisten will sie verhindern, dass Darquise aufgehalten wird. Zu diesem Zweck planen sie, alle Göttermörder zu stehlen und zu vernichten, damit niemand mehr Darquise töten kann. Ihre Gegenspieler – unter anderem die Toten Männer – wollen das verhindern. Inhaltlich spielt diese Geschichte zwischen dem siebten und dem achten Band, obwohl Die ruchlosen Sieben vor beiden Romanen erschien.

### Skulduggery Pleasant – Apokalypse, Wow!
Sammlung von 13 Kurzgeschichten
- Über eine dunkle Ebene
- Der Halloweenball der Horrorschriftsteller
- Die vergessene Kunst der Weltbeherrschung
- Gold, Babys und die Muldoon-Brüder
- Das unrühmliche Ende der schwarzen Annis
- Freitagnachts in der Arena
- Operation Myosotis Terra
- Die wunderbaren Abenteuer der Geoffrey Scrutinus
- Ein ganz gewöhnlicher Freitagabend
- Die Doomsday-Maschine
- Süßes oder Saures
- Weiche von mir, Bubba Moon
- Der Knopf

## Film
Derek Landy äußert sich immer wieder mit vagen Andeutungen, allerdings hat es bisher noch keine genauen Angaben gegeben, außer der, dass Warner Bros die Rechte gekauft hatte. Allerdings war das entstandene Drehbuch so schlecht, dass Derek Landy und Warner Bros sich darauf geeinigt haben, den Film nicht zu drehen. Außerdem hat Warner Bros Derek Landy die Rechte am Film zurückgegeben. Derek Landy will den Film so perfekt wie möglich gestalten und das Drehbuch selber schreiben. Deswegen arbeitet er nun mit einem anderen Studio, dessen Name nicht bekannt ist. Das Drehbuch ist jedoch noch nicht fertig. Derek Landy meinte, dass das Drehbuch bisher perfekt sei. Laut eigener Aussage solle – insofern die Nachfrage besteht – für jedes Buch ein Film gedreht werden.

## Graphic Novel
Im Februar 2023 verkündete Derek Landy, dass er zusammen mit den Zeichnern P. J. Holden, Matt Soffe, Rob Jones und Pye Parr an einem Graphic Novel zu Skulduggery Pleasant arbeitet. Dieser hat den Titel Skulduggery Plesant: Bad Magic. Laut Landy soll der Graphic Novel zwar nach dem 15. Band spielen, aber ansonsten unabhängig von den Büchern sein. Damit sollen nicht nur die alten Leser zufrieden gestellt werden, sondern auch neue Leser dazugewonnen werden. Die Handlung soll in einem kleinen magischen irischen Dorf spielen, wo Walküre und Skulduggery in einer Mordserie ermitteln. Der Graphic Novel wurde am 28. September 2023 auf Englisch veröffentlicht. Die deutschsprachige Ausgabe wurde am 13. März 2024 veröffentlicht.

## Die Charaktere oder Hauptrollen

### Skulduggery Pleasant
Ein lebendiges Skelett, trägt meist Anzug und Hut. Er ist ein Elementemagier, doch er hat auch ein gewisses Talent für Totenbeschwörung. Nach seinem gewaltsamen Tod am 23. Oktober (Geburtstag von Derek Landy) durch General Nefarian Serpine, der zuvor ebenso Skulduggerys Frau und Kind ermordet hatte, konnte er nicht ins Reich der Toten weitergehen, da Tenebrae (Hohepriester der Totenbeschwörer) ihn an seinen Körper gebunden hatte. Nachdem man Skulduggery verbrannt und ihn als Knochenhaufen in den Fluss geworfen hatte, setzte er sich mit Hilfe dieser Magie wieder zusammen. Weil er den Schmerz und seine Wut nicht mehr ertragen konnte, gab er seiner dunklen Seite nach, nahm den Namen Lord Vile an und ging bei den Totenbeschwörern in Lehre, die in ihm den zukünftigen Todbringer sahen. Anstatt sich dieser Bestimmung anzunehmen, schloss er sich Mevolent an, weil er dort mehr Angst und Schrecken verbreiten konnte, und wurde einer seiner höchsten Generäle und ein Kriegsverbrecher. Seine Identität gab er dabei nicht preis. Irgendwann jedoch schaffte er es, den „bösen“ Teil seines Wesens zu überwinden – er legte seine Rüstung, mit Hilfe der er seine Totenbeschwörerkräfte konzentrierte, ab und kehrte an die Seite seiner ehemaligen Freunde zurück. Seit dem Ende des Krieges gegen Mevolent arbeitet er als Detektiv für das irische Sanktuarium. Seinen echten Kopf verlor er, während er schlief („Die Kobolde haben ihn mir gestohlen!“), und er gewann einen neuen beim Pokern. Im vierten Teil gibt Walküre ihm den alten aber zurück, nachdem sie ihn verwendete, um Skulduggery aus dem Reich der Gesichtslosen zurückzuholen. Dort eignete er sich einige neue Fähigkeiten an, zum Beispiel das Fliegen. Er ist sehr sarkastisch, selbstgefällig und launisch, macht gern Witze in den unglaublichsten und unpassendsten Situationen (im 6. Teil macht er mit Walküre das Codewort „Die Spatzen fliegen im Winter nach Süden“ aus, um sie zu warnen, wenn er wieder jemanden zu Brei schlägt) und wird aufgrund der Wut, die er über Jahrhunderte hinweg in sich gesammelt hat, von seinen Feinden gefürchtet. Sein großes Geheimnis ist, dass er der Massenmörder Lord Vile war, und er birgt das Potenzial dazu immer noch in sich, er muss nur seiner dunklen Seite nachgeben. So kann aufgrund seiner akuten Sorgen um Walküre sogar diese dunkle Seite (sein Unterbewusstsein) sich als seine alte Rüstung manifestieren. Seine Familie wurde von China Sorrows an Serpine verraten, somit hat sie eigentlich den Tod Skulduggerys zu verantworten. Sein Gefährt ist ein 1954er Bentley R-Type Continental, einer von lediglich 207 Exemplaren. Auf diesen Wagen ist Skulduggery sehr stolz, und er achtet gut auf ihn. Im 9. Teil gelingt es ihm, Walküre von Darquise zu befreien. In der Vision, die Darquise von den Sensitiven um Cassandra Pharos vorgegaukelt kriegt, ermordet sie Skulduggery, indem sie ihm die Magie nimmt, die ihn zusammenhält. In der Realität scheint er sich dann nach dem Kampf zu opfern, sodass der Beschleuniger sich deaktiviert, denn dafür sei eine freiwillig gegebene Seele vonnöten. Am Ende stößt er dann tatsächlich den verhassten Erskin Ravel in den Beschleuniger und rechtfertigt sich dann bei dem Wächter des Beschleunigers, dem Ingenieur. Er akzeptiert die Rechtfertigung. Im letzten Kapitel besucht er Walküre in ihrem Haus in Amerika, um sie nach fünf Jahren Isolation wieder zurück nach Irland zu holen. Der Gast von Walküre, Danny, möchte Skulduggery lieber nicht kennenlernen.
In den neuen Bänden der Reihe ist Skulduggery weiterhin als Detektiv tätig und außerdem ein Schlichter. Als solcher kann er ohne auf die Gesetze und Vorschriften des Sanktuariums Rücksicht zu nehmen, gegen alles und jeden vorgehen, der eine Bedrohung der magischen Welt darstellt.

### Walküre Unruh (Stephanie Edgley)
(Englisch: Valkyrie Cain)
Sie ist die Protagonistin und denkt, dass sie von den Letzten der Urväter abstammt. Am Ende des 12. Teils erklärt Dusk, ein Vampir, ihr, dass sie das Kind der Gesichtslosen ist. Bis sie auf Skulduggery trifft, ist sie ein normales Mädchen mit dem Namen Stephanie Edgley. Nachdem ihr Onkel stirbt und sie dahinterkommt, dass es Mord war, versucht sie gemeinsam mit Skulduggery den Mord aufzuklären. Die beiden werden Partner und Freunde, bekämpfen das Böse, und Stephanie lässt sich in Elementemagie und später auch in Totenbeschwörung ausbilden. Ihr angenommener Name lautet Walküre Unruh. Ihren wahren Namen – Darquise – erfährt sie später (im vierten Band) auch. Ihre hervorstechenden Eigenschaften sind Mut und sarkastischer Humor.
Walküre hat dunkle Haare und ebenso dunkle Augen, auch trägt sie meistens schwarze Kleidung. Im vierten Band kommt sie mit Fletcher Renn zusammen, macht im sechsten Band (Passage der Totenbeschwörer) aber wieder Schluss. Um in der „Unterwelt“ (= Welt der Zauberer) zu kämpfen, hat sie zuhause einen Doppelgänger, der für sie Hausaufgaben macht, in Unterricht geht etc. Den bekommt sie durch einen Zauber; das Double kommt wortwörtlich dann aus dem Spiegel. Dieser Doppelgänger – auch Spiegelbild genannt – versucht im 8. Teil der Geschichte Walküre umzubringen. Am Ende des 8. Teils übernimmt Darquise die Kontrolle und zieht sich nach der Schlacht gegen die Warlocks in Roarhaven zurück. In „Das Sterben des Lichts“ wird sie nach einigem Hin und Her endlich von Darquise befreit und bereitet sich auf die finale Schlacht gegen Darquise vor. Das Spiegelbild Walküres mit der eigenen Identität wird umgebracht und dann von dem losgelösten Geist Darquises besetzt. Nach dem Aufwallen ihrer verloren geglaubten Kräfte kann sie mit weißen Blitzen um sich werfen und magische Auren sehen, eine vollkommen neue und reine Form von Magie. In der von Darquise gezeigten Vision stirbt sie an einem zu harten, von Darquise selbst herbeigeführten Aufprall gegen eine Hauswand. In der Realität verletzt sie der Aufprall nicht einmal stark. Nach den zahlreichen Täuschungen zieht sich Darquise im Glauben, gewonnen zu haben, in die Welt der Gesichtslosen zurück, um eine neue Herausforderung zu suchen. Im Beschleunigerraum gesteht Walküre Skulduggery, während er sich angeblich opfern will, dass sie ihn liebt. Walküre alias Stephanie Edgley zieht sich nach den Ereignissen von „Das Sterben des Lichts“ fünf Jahre lang in die Isolation nach Amerika zurück, da sie nicht damit klar kommt, dass sie ihre Schwester Alison hatte umbringen müssen, damit sie das Zepter auf sich hatte prägen können. Obwohl sie ihre Schwester sogleich wiederbelebt hatte, kann sie sich das nicht verzeihen. Sie erlebt in Amerika ein Abenteuer mit dem Sterblichen Danny, welcher daraufhin eingeweiht wird.
In den neuen Bänden der Reihe ist Walküre 25 Jahre alt und arbeitet weiterhin als Detektivin und Schlichterin. Außerdem erfährt man, dass Walküre bisexuell ist. Des Weiteren hat sie eine deutsche Schäferhündin namens Xena.

### Grässlich Schneider
(Englisch: Ghastly Bespoke)
Seine Mutter wurde während der Schwangerschaft verflucht, daher ist sein Gesicht mit Narben entstellt. Grässlich ist einer der ältesten Freunde von Skulduggery Pleasant und war mit ihm in der Elitetruppe des Krieges „Die Toten Männer“. Außerdem ist er in Tanith Low verliebt. Grässlich Schneider erzählt gerne, er habe sein schneiderisches Talent von seiner Mutter und sein Vater wäre Boxer gewesen. In Wahrheit ist es aber andersherum, Grässlich Schneiders Mutter war eine Schwergewichtlerin im Boxen und wurde von Lord Vile im Krieg gegen Mevolent vor seinen Augen getötet. Er schneidert außergewöhnliche Anzüge, wobei ihm ein Blick genügt, um die Größe seiner Kunden herauszufinden. Außerdem gefällt ihm die Welt der Zauberei nicht sonderlich – hätte er wählen können, hätte er die Welt ohne Magie genommen. Er findet es nicht gut, dass Stephanie in die Welt der Zauberei gerät, denn er möchte sie davor schützen.
Im vierten Band erhält er von China Sorrows ein magisches Tattoo, welches sein entstelltes Gesicht für einige Minuten narbenfrei zeigt; dadurch kann er sich fast unbemerkt durch große Menschenmassen bewegen, ohne dass jemand auf sein Aussehen aufmerksam wird.
Am Ende von Band 5 wird er zusammen mit Erskin Ravel und Madam Misty (gegen seinen Willen) in den Ältestenrat gewählt, wird jedoch im achten Teil von Erskin Ravel im Krieg gegen die Warlocks umgebracht. Im 9. und letzten Teil trifft Skulduggery in der Stadt der Toten, der Nekropole, in der 2. Prüfung auf seine geliebten Verstorbenen und auf jene, für deren Tod er verantwortlich ist. Grässlich ist unter ihnen und klagt Skulduggery des Mordes an seiner Mutter an, außerdem sagt er Skulduggery, dass seine Zeit um sei und er sich doch zu ihnen gesellen solle.

### Tanith Low
Geboren 1916, sie ist eine exzellente Schwertkämpferin mit 60 Jahren Training, die Skulduggery und Stephanie des Öfteren das Leben rettet. Durch die Magie sieht keiner, dass sie in Wirklichkeit 83 Jahre alt ist. Im Buch heißt es: „Sie ist über 80 Jahre alt, sieht aus wie Mitte zwanzig und benimmt sich wie eine Vierjährige“. Ihr Markenzeichen ist ein riesiges Schwert, das sie unter dem Mantel ihrer Lederkombi trägt. Tanith ist für jeden Spaß zu haben und ist eine gute Freundin von Stephanie. Im fünften Teil offenbart sie ihre Liebe zu Grässlich, wird jedoch dauerhaft von einem Restanten besessen, geht danach eine Beziehung mit Billy-Ray Sanguin ein und ist damit fast gänzlich verschwunden. Sie stellt eine Gruppe von Bösewichten zusammen und will mit dieser verhindern, dass Darquise aufgehalten wird. Sie wurde ursprünglich als Attentäterin ausgebildet. Ihr erstes Opfer, das sie als Teil ihrer Ausbildung töten sollte, trug den Namen Tanith, nach dem sie sich benannt hat, um niemals zu vergessen, was sie ihr angetan hat. Sie hat einen älteren Bruder, der ebenfalls bei den Messern in der Dunkelheit, dem Attentäter-Ausbildungslager, ausgebildet wurde. Im siebten Teil Duell der Dimensionen kehrt sie mit Billy-Ray Sanguin zurück, um den Auftrag, Walküre Unruh vor einer Auftragsmörderin zu retten, auszuführen. Dabei wurden sie von Eliza Scorn angeheuert. Im achten Teil schließen sie und Sanguin sich für kurze Zeit mit Skulduggery & Co. zusammen, um sich auf den Krieg der Sanktuarien vorzubereiten. Als Walküre zum ersten Mal für längere Zeit zu Darquise wird, verlassen Tanith und Sanguin die Gruppe wieder. Im 9. Teil schließt sie sich dann zusammen mit ihrem Partner der zurückgezogenen Darquise an und erklärt sich zu ihrer persönlichen Beschützerin. Im Laufe des Buches kommen ihr Zweifel bei Darquises Plan und der Restant in ihr wird immer gutmütiger. In den Höhlen unter Gordon Edgleys Haus ermöglicht sie Walküre die Flucht und tötet Mercy, indem sie sie köpft. Im Anschluss dessen entfernt Darquise den Restanten aus Tanith und frisst ihn, um an Informationen zu gelangen. Die nun nicht mehr besetzte Tanith kann dank Billy-Ray Sanguin fliehen. Als sie von Grässlichs Tod erfährt, ist sie sehr erschüttert. Im Finale der Reihe tötet Tanith dann endlich ihren alten Rivalen, den ehemals weißen, nun schwarzen Sensenträger, nachdem dieser Sanguin ermordet hatte. Tanith trauert auch um ihn, da sie auch zu ihm eine Bindung aufgebaut hatte. In der Darquise gezeigten Vision wird sie von Darquise höchstpersönlich umgebracht. In der Realität überlebt sie die Ereignisse von „Das Sterben des Lichts“.
Auch wenn es nie bestätigt worden ist, gibt es Anzeichen dafür, dass Tanith bisexuell ist. In den neueren Bänden erfährt man, dass Tanith sich nach Sanguins Tod nach Südafrika zurückgezogen hat. Sie kehrt aber nach Irland zurück und ist die Erste, die gegen China vorgehen will.

### China Sorrows
Die schönste Frau der Welt und Schwester von Mister Bliss, den sie schon oft erfolglos töten wollte. Sie besitzt die Gabe, Menschen so zu beeinflussen, dass sie Dinge tun, die sie möchte. China führt eine Bücherei, in der Stephanie und Tanith sich das erste Mal begegnet sind und außerdem ist sie eine fanatische Sammlerin. Im ersten Band interessiert sie sich besonders für das Zepter der Urväter. Für Schätze wie diese würde sie töten. Ehemals Anführerin der Diablerie (in der Zeit, in der sie auch Skulduggerys Frau und Kinder verraten hat) hat sie sich von der bösen Seite abgewandt. Sie tut nur das, was ihr selbst nutzt, trotzdem ist sie oft die Retterin von Skulduggery und Stephanie. Ihre Magie ist eine der fortgeschrittenen Lehren. Sie zaubert mithilfe der Symbole, die sie als Tätowierungen auf ihrem Körper und in ihrer Wohnung gegenüber der Bibliothek trägt. Mit diesen Zeichen kennt sie sich vermutlich besser aus als jeder andere Zauberer zu ihrer Zeit. Später wird ihre Bibliothek und damit fast ihr kompletter Besitz von Eliza Scorn, einer alten Widersacherin und Anhängerin der Gesichtslosen, zerstört. Im achten Teil werden mehrere Mordanschläge auf sie verübt und sie sucht im Sanktuarium in Roarhaven Schutz. Gegen Ende des Buches versucht sie zusammen mit Skulduggery, Erskin Ravel umzubringen und aktiviert dafür eine bestimmte Sigille auf ihrem Körper, was dazu führt, dass sie beginnt, von innen heraus zu brennen. Darquise deaktiviert den Zauber jedoch und rettet China damit das Leben. Danach wird sie „Großmagierin“. Im 9. Teil hilft sie als Großmagierin maßgeblich, Walküre von Darquise zu befreien und Darquise zum Schluss aufzuhalten. Sie machte sich sogar unvorstellbarerweise in der finalen Schlacht in Roarhaven die Finger schmutzig. In der Zukunft, die Darquise von Cassandra Pharos & Co. vorgegaukelt bekommt, tötet Darquise China. Im Buch mit den Worten „China Sorrows tried. China Sorrows died.“ beschrieben. Deutsch: „China Sorrows versuchte es. China Sorrows starb.“

### Mr. Bliss
Bliss gilt als der physisch stärkste Mann auf Erden und mit seiner gewaltigen Muskelkraft hat er Skulduggery schon aus vielen brenzligen Situationen gerettet. Er ist China Sorrows Bruder, doch wandte er sich schon früh gegen ihre gemeinsame Familie, die auf der Seite der Gesichtslosen stand. In den ersten zwei Bänden versuchen viele Menschen Bliss umzubringen, jedoch ohne Erfolg. Er scheint unsterblich, bis er im dritten Band, kurz nachdem er in den Rat der Ältesten aufgenommen wurde, von einem Gesichtslosen getötet wird.

### Fletcher Renn
Fletcher ist, nachdem im dritten Band eine Reihe von Teleportern ermordet wird, der einzige noch Lebende dieser Art der Magier. Er ist nicht die Sorte Typ, die kämpfen, wie zum Beispiel Skulduggery, aber in den brenzligsten Situationen ist er zur Stelle, und rettet mithilfe der Teleportation seine Freunde (Walküre, Skulduggery, Grässlich, Tanith, …). Er ist oft dickköpfig und kindsköpfig, kann aber (wenn auch selten) ernst sein. Außerdem ist Fletcher total von sich selbst überzeugt. Seine Frisur, die er super findet, gleicht der einem Stachelschwein (alle außer ihm finden seine Frisur: „Total bescheuert“ wie auch Walküre meinte) – seine Haare stehen immer in alle Himmelsrichtungen ab. Am Ende des dritten Bandes verliebt er sich in Walküre; richtig zusammen sind sie aber erst im vierten Band. Hinter seinem Rücken fängt Walküre etwas mit dem Vampire Caelan an. Im sechsten Band macht Walküre schließlich Schluss und erzählt ihm die Wahrheit über sich und den Vampir. Im siebten Band findet Fletcher eine neue Freundin, Myra, eine Sterbliche aus Australien, welche sich im achten Teil jedoch als Verräterin herausstellt. Nachdem sie zwei von Fletchers Freunden und auch fast ihn selbst umbringt, flüchtet Fletcher nach Irland, wo er während einer Mission mit den Monsterjägern Donegan Bane und Gracious O’Callahan in Afrika von Ajouga, einer Braut der blutigen Tränen (eine Organisation von weiblichen Hexen, die zusammen mit zungenlosen Sklaven in einer Pyramide leben), entführt wird. Bei seiner Rettung wird Walküre zum ersten Mal für längere Zeit zu Darquise, aber es gelingt Fletcher zusammen mit Skulduggery, aus der Pyramide zu entkommen. Danach ist er im Krieg eine große Hilfe, es entwickelt sich im neunten Teil eine feste Beziehung zwischen ihm und Stephanie, Walküres Spiegelbild. Nachdem das gut gewordene Spiegelbild von Darquise getötet wird, trauert Fletcher und zieht sich kurzzeitig zurück. Zur finalen Schlacht ist er wieder dort und hilft, Darquise aufzuhalten. In Darquises Vision wird Fletcher von ihr, Darquise, herangerufen und getötet. Dies entspricht nicht der Realität, in der er überlebt.

### Gordon Edgley
Gordon Edgley ist der Onkel von Stephanie. Ganz am Anfang der Geschichte wird er von Nefarian Serpines Roter Rechter Hand umgebracht. Er wusste durch seinen Freund Skulduggery, dass es Magie gibt, und schrieb unzählige Bücher darüber, doch zu seinem Bedauern hatte er nie magische Fähigkeiten, im Gegensatz zu seinem Bruder Fergus, dem Vater von Carol und Crystal. Unter seinem Haus, das zuvor einem Zauberer gehörte, sind viele geheime Tunnel, in denen das legendäre Zepter der Urväter versteckt war, bis Serpine es im ersten Band stiehlt. Mit diesem Zepter wurden die Gesichtslosen von den Urvätern in eine andere Welt vertrieben. In den Höhlen unter Gordons Haus leben Monster, die gegen Magie immun sind und sich sogar davon ernähren. Außerdem befindet sich dort eine Ader aus „Schwarzen Kristallen“. Ein solcher Kristall ist auch im Zepter und alles, was er berührt (ausgenommen die Nachfahren der Urväter) zerstört dieser Kristall. Vor seinem Tod hat Gordon seine Persönlichkeit auf einen sogenannten „Echostein“ übertragen, so kann er auch nach seinem Tod noch mit Walküre und den anderen sprechen. Er gehört zu den wenigen, die wissen, dass Walküre Darquise ist. In „Das Sterben des Lichts“ wird der Echostein von Gordon von Darquises losgelöstem Geist besetzt und Gordon wird vorerst verdrängt. So merkt Walküre auch nicht, dass sie in eine Falle tappt, da sie dachte, mit dem „echten“ Gordon zu sprechen. Nach dem Darquise den Stein wieder verlassen hat, bleibt Gordon lediglich bloß kurz Zeit, um sich mit Walküre zu unterhalten, da der Echostein dauerhaft beschädigt ist. Der Echostein löscht sich selbst, bevor Gordon noch seine wohl zurechtgelegten „Letzten Worte“ sagen konnte. Er erinnert auch an Derek Landy, da beide Autoren sind.

### Kenspeckel Grouse
Kenspeckel Grouse ist Professor in dem Laboratorium, das sich im alten Hibernia-Kino verbirgt. Seine Hauptmerkmale sind sein grober Umgang mit Patienten und sein Genie. Er kümmert sich um die Wunden von Skulduggery und Stephanie. Er ist ein guter Freund von Stephanie, aber er ist der Meinung, Skulduggery wäre ein schlechter Umgang für sie, er mag ihn nicht besonders. Er hasst es, anderen wehzutun, deswegen ist er Arzt geworden. Ferner hat er panische Angst vor Vampiren und trägt deshalb immer eine kleine Flasche Salzwasser mit sich. Er ist unglaublich intelligent, was Skulduggery und Walküre schon einige Male aus scheinbar ausweglosen Situationen gerettet hat. In Band vier wird er von einem Restanten besessen und verletzt Tanith Low. Im fünften Teil wird er von seiner Assistentin Clarabelle, die ebenfalls von einem Restanten besessen ist, mit seinem eigenen Skalpell aufgeschlitzt. Im 9. Teil ist er unter den Geistern, die Skulduggery in der Nekropole heimsuchen.
In einer anderen Auflage wird er statt Grouse 'Gruse' genannt.

### Doktor Nye
Doktor Nye ist ein großes, experimentierfreudiges Wesen (Nyes Intersexualität und Nichtmenschlichkeit wird mehrfach erwähnt, es ist einer der letzten bekannten Crenga) mit sehr guten Fähigkeiten als Arzt. Allerdings nimmt es nicht immer so genau mit den Regeln und macht schon mal seine Patienten zu Opfern, indem es sie auseinandernimmt, um zu sehen, was in ihnen vorgeht. Es befindet sich zur Handlungszeit der Bücher auf der Suche nach dem Ort der Seele im (menschlichen) Körper. Es dient eigentlich nur als Arzt des Sanktuariums, nimmt aber immer wieder illegale Eingriffe vor – zum Beispiel bekommt Vaurien Scapegrace einen neuen Körper zu seinem Hirn. Bevor Kenspeckel Grouse starb, stand es im Dienst der Banshee und dem Tod. Während des Krieges gegen Mevolent stand Nye in dessen Diensten und ist ein vielfacher Kriegsverbrecher und bekannter Sadist und Mörder. Clarabelle wird nach Grouses Tod Nyes Assistentin und es arbeitet im Sanktuarium als Arzt. Im 9. Teil bricht Dr. Nye mit Beihilfe aus seinem Gefängnis aus und sucht wahrscheinlich bei Eliza Scorn Zuflucht. Die Version Nyes aus der alternativen Mevolent-Dimension hat den Ort der Seele gefunden. Es hat im letzten Teil auch seinen Auftritt und ist kurz davor, Walküre zu sezieren, doch Nefarian Serpine rettet Walküre vor ihm.

### Billy-Ray Sanguin
William-Raymond Sanguin, kurz Billy-Ray, ist ein texanischer Auftragsmörder, der sich selbst als „Luxuskiller“ bezeichnet. Er arbeitet unter anderem für Baron Vengeous und die Diablerie. Später gründet er mit seinem Vater Skarabäus (kurz Skarab), dem Vampir Dusk, Springer-Jack, Remus Crux und Vaurien Scapegrace den „Club der Rächer“. Anschließend taucht er vorerst unter. Am Ende des fünften Bandes steht er ausnahmsweise auf der Seite von Skulduggery und Co. und verschwindet schließlich mit der von einem Restanten besessenen Tanith, in die er schon lange verliebt war. Sanguin tritt meist sarkastisch auf. Egal, in welcher Situation er sich befindet, er ist um keine ironische Bemerkung verlegen. Billy-Ray hat blonde Haare, trägt meist einen braunen Anzug, abgewetzte Cowboystiefel und eine dunkle Sonnenbrille, um zu verstecken, dass seine Augen nur zwei dunkle Höhlen sind. Trotzdem sieht er ausgezeichnet, vor allem im Dunkeln. Er hat die Gabe, in der Erde zu verschwinden oder durch Wände hindurchzugehen. Im dritten Band versetzt Walküre ihm eine Schnittwunde am Bauch, wodurch seine Kräfte stark geschwächt werden. Im siebten Teil Duell der Dimensionen kehrt er mit Tanith Low zurück, um einen Auftrag von Eliza Scorn zu erfüllen, der ihm allerdings ordentlich missfällt: Er muss verhindern, dass Walküre Unruh von einer Auftragsmörderin zur Strecke gebracht wird, was Tanith und ihm auch gelingt. Er wird anschließend von Tanith überredet, sich von Dr. Nye heilen zu lassen, während er mit dem abgetrennten Kopf von Vaurien Scapegrace spricht. In dem Zwischenband „Die ruchlosen Sieben“ wollen er und Tanith die vier Göttermörder zerstören, damit niemand Darquise mehr aufhalten kann. Im 8. Teil der Reihe „Die Rückkehr der Toten Männer“ ist er gemeinsam mit Tanith kurzzeitig auf der Seite von Walküre, allerdings nur, um sie zu beschützen, da sie ja Darquise ist. Sie ziehen sich zum Schluss zurück. In „Das Sterben des Lichts“, dem Finale der Reihe, hat er sich gemeinsam mit Tanith Darquise angeschlossen. Während des Buches wird er sich der Sache immer unsicherer und bleibt nach der Befreiung Taniths vom Restanten und seiner Beihilfe zu ihrer Flucht nur bei Darquise, da er Angst hat. Dies gibt er ihr gegenüber auch offen zu. Es lag nie in seiner Absicht, die Welt zerstört zu sehen, er half Darquise nur Tanith zuliebe. Schließlich stößt er zum Ende hin doch noch zu Tanith und den anderen nach Roarhaven, um, mit dem Göttermörder-Dolch bewaffnet, an der finalen Schlacht gegen Darquise teilzunehmen. Am Ende des Buches kommt er Tanith Low beim Kampf gegen den Schwarzen Sensenträger zu Hilfe und rettet ihr das Leben, während er sein eigenes dabei lässt. Der Sensenträger schlitzt ihm die Kehle auf und er erstickt am eigenen Blut. Tanith trauerte um ihn, obwohl sie sich nicht direkt an die Beziehung mit Billy-Ray erinnern konnte.

### Anton Shudder
Anton Shudder ist ein alter Freund von Skulduggery. Er ist Besitzer, Manager und Leiter des „Hotel Mitternacht“, das alle zwölf Stunden seinen Standort wechselt. Anton Shudder ist Alchemist. Er hat eine sogenannte „Quintessenz“, ein Wesen, das, wenn man es zu lange wüten lässt, den Körper kontrolliert. Die Quintessenz ist sehr kräftig und unsterblich. Im fünften Buch wird er von einem Restant befallen, der ihn kontrollierte. Allerdings wird er von diesem glücklicherweise befreit. Im achten Teil verrät Erskin Ravel ihn und lässt ihn von seiner Sensenträgerarmee umbringen. Auch er ist im 9. Teil in der Nekropole unter denen, die Skulduggery heimsuchen. Er sagt, dass er jetzt, wo er tot ist, endlich vor Erleichterung lachen kann.

### Eachan Meritorius
Eachan Meritorius ist der bisher mächtigste Großmagier des irischen Sanktuariums, der je gelebt hat. Neben ihm besteht der Ältestenrat aus Morwenna Crow und Sagachious Tome. Crow und er werden im ersten Buch von Tome verraten und von Nefarian Serpine mit dem Zepter der Urväter ermordet. Er war Elementmagier, erkennbar daran, dass er versuchte den Blitz des Zepters mit einem Schild aus Luft abzuwehren.

### Auron Tenebrae
Der Hohepriester Auron Tenebrae ist der Oberste im Orden der irischen Totenbeschwörer. Da er während des Krieges gesehen hat, dass Skulduggery Pleasant überragende Fähigkeiten als Totenbeschwörer besitzt, hat er, als er Nefarian Serpine zur „Roten Rechten Hand“ verholfen hat, dafür gesorgt, dass Skulduggerys Geist, falls Serpine ihn mit seiner roten rechten Hand töten sollte, wieder in seinen Körper zurückkommt. Später bildete er Skulduggery zu Lord Vile aus. Nachdem Auron Tenebrae im 6. Band dieses Geheimnis vor Walküre Unruh enthüllte, wurde er von Melancholia getötet.

### Solomon Kranz
(Englisch: Solomon Wreath)
Ein Kleriker hohen Ranges im Orden der irischen Totenbeschwörer, 396 Jahre alt. Er erscheint zum ersten Mal im dritten Teil und ist seither der Mentor von Walküre Unruh und bildet sie in Totenbeschwörung aus. Über ihn und seine Vergangenheit ist nicht viel bekannt. Er und Skulduggery mögen sich nicht. Er wurde einst beauftragt, Nefarian Serpine vor Skulduggery zu schützen, als dieser vor den toten Männern zu einem Tempel floh. Kranz führte die Verhandlung vor dem Tor des Tempels durch (nachzulesen in der Kurzgeschichtensammlung Armageddon outta here). Seine Magie der Totenbeschwörung hat er an seinen Gehstock gebunden. Im dritten Band wird dieser leider von einem Gesichtslosen zerstört, worauf er sich einen identischen Stock besorgt. Er trägt meistens schwarze Anzüge, da er keine Roben mag. Viele Totenbeschwörer sagen, dass er zu sehr in Walküre vernarrt sei, da er seit über 200 Jahren einen Todbringer sucht und nun meint, Walküre könnte dieser Todbringer sein. Nachdem sein Plan, Walküre zum Todbringer zu machen, misslingt und Melancholia St. Clair stattdessen zum Todbringer gemacht wurde, zieht er sich zurück. Sein Comeback „feiert“ er erst im 8. Teil „Die Rückkehr der Toten Männer“, als er Walküre an ihrem 18. Geburtstag besucht und ihr einen neuen, mächtigeren Ring für ihre Totenmagie schenkt. Außerdem sagt er, dass er den Verlauf der Dinge sehr bedauert. In „Das Sterben des Lichts“ kommt er wieder und unterstützt Walküre, wo er nur kann. So verrät er ihr zum Beispiel, wie sie Unverwundbarkeit erlangen kann, nämlich mit der Meryyn-Sigille, die nur ein Toter in der Stadt der Toten, der Nekropole, durch 3 Prüfungen aktivieren kann. Dadurch kann Walküre schließlich 23 Minuten unbekümmert gegen Darquise vorgehen und hätte sie fast überwältigt. Solomon Kranz wurde kurz darauf von Darquise mit den Überresten des Göttermörder-Schwertes in zwei Hälften geschlagen und starb.

### Melancholia St. Clair
Sie ist ein mürrisches und überhebliches Mädchen, das von den Totenbeschwörern ausgebildet wird, sich aber nur als mäßig talentiert erweist. Sie und Walküre geraten zuweilen aneinander. In „Passage der Totenbeschwörer“ versucht Vandameer Craven, Melancholia zum Todbringer zu machen, indem er in einer tagelangen und schmerzhaften Prozedur magische Zeichen in ihre Haut ritzt. Das gelingt jedoch nur unvollkommen. Sie erhält dadurch große Kräfte, hat aber nicht die volle Kontrolle darüber. Im 9. Teil wird sie aus ihrem Koma erweckt und erklärt sich bereit, Walküre im Kampf gegen Darquise zu helfen. In der finalen Schlacht kämpft sie dann tatsächlich an der Seite von Lord Vile gegen Darquise. Als sie kurz davor ist, von den beiden getötet zu werden, löst sie eine Explosion aus. Während Lord Vile nur Verletzungen davonträgt, kommt Melancholia ums Leben.

### Caelan
Caelan ist ein Vampir, der mit 19 Jahren gestorben ist. Zum ersten Mal taucht er im 4. Band auf. Er ist ein ruhiger, grüblerischer und trotzdem brutaler junger Mann und zudem in Walküre verliebt. Walküre findet ihn toll, weil er gut aussieht und gefährlich ist. Er hasst Fletcher Renn, da dieser mit Walküre zusammen ist. Er lebt nicht mit anderen Vampiren zusammen, da er gegen Regeln verstoßen hat, indem er einen anderen Vampir getötet hat. Im sechsten Teil wird er von Fletcher und Walküre nachts, in Monstergestalt, getötet, in dem Walküre ihn unter Wasser drückt. Als er das Salzwasser verschluckt, stirbt er, weil er wie alle Vampire dagegen allergisch ist.

### Mevolent
Mevolent war der Oberste auf der anderen Seite im großen Krieg. Er hatte drei Generäle: Nefarian Serpine, Baron Vengous und Lord Vile.
In einer Paralleldimension (siehe „Duell der Dimensionen“) besitzt er das Göttermörderschwert, das jegliche Magie und Lebensfunktionen zerstört. Dort lässt er sich jeden Tag einmal umbringen, und danach wiederbeleben, um zu zeigen, dass er der Herr über Leben und Tod ist.
In seinem Schloss in der Paralleldimension, dass in etwa so wie ein Sanktuarium ist, gibt es einen riesigen Thronsaal, viele Gefängniszellen, ein paar Geheimgänge, Folterkammern, einen Innenhof etc. Mevolent selbst kämpfte nur, wenn er Lust dazu hatte, oder der Gegner zu stark für seine Truppen ist. Er hat die Sensenträger zu Rotröcken (Redhoods) modifiziert. Letztendlich wurde er in der Hauptdimension (/Handlungsdimension) jedoch umgebracht. Im 9. Teil gerät er in seiner Dimension mit dem kranken Baron Vengous und Lord Vile an seiner Seite wieder an Darquise. Er schlägt sie in die Flucht mit einer neuen Waffe, die Magiesauger genannt wird.

### Erskin Ravel
Im ersten bis vierten Band völlig außer Acht gelassen und nur als Mann mit den goldenen Augen erwähnt, taucht Erskin Ravel im fünften Band kurz auf und wird zum Großmagier gekürt. An seiner Seite die Ältesten Grässlich Schneider und Madam Misty, ein Kind der Spinne, und natürlich die Sanktuariumsdetektive Walküre und Skulduggery. Ravel macht sich sehr gut in seiner neuen Rolle, und auch wenn er nicht so viel Erfahrung hat wie die Großmagier von beispielsweise Amerika, Entscheidungsvermögen und ein gutes Herz besitzt er zweifelsfrei. Er war ebenso wie Grässlich und Shudder einer der Toten Männer, bringt Grässlich jedoch im achten Teil um und führt auch Shudders Tod herbei. Er verrät die Toten Männer und verbündet sich mit Madam Misty, mit dem Wunsch, über die Sterblichen zu regieren. Am Ende von Band acht wird er von Darquise bestraft, indem sie dafür sorgt, dass er dreiundzwanzig Stunden am Tag Höllenqualen erleidet. Im 9. Teil zeigt sich, wie sehr er an der ihm aufgelegten Strafe leidet. Nachdem er aus einer Dimension hin und wieder zurück geschwenkt worden ist, fungiert er als Köder und es funktioniert. Als Darquise eintrifft, kämpft er, bevor er versucht zu fliehen, an der Seite von Skulduggery & Co. mit dem Göttermörder-Speer. Als er seine Kräfte mit dem Beschleuniger ankurbelt, reagiert er zuerst ausgeknockt und der Beschleuniger verkürzt die Zeit bis zur Überladung. Als Skulduggery und Walküre eintreffen, stößt Skulduggery Ravel, und nicht sich selbst in den Beschleuniger und das Gerät ist deaktiviert. Skulduggery ist sehr überrascht, als Walküre sagt, sie hätte gedacht, er opfert sich selbst. Voller Empörung sagt er daraufhin, dass die Welt ja ohne ihn keine lebenswerte sei.

### Dexter Vex
Dexter Vex, ein alter Freund von Grässlich und Skulduggery, ist einer der Toten Männer. Er ist Energiewerfer und reist gerne. In Band 5 wird er bei der Ältestensratabstimmung das erste Mal erwähnt und taucht erstmals in Teil sechs auf dem Memorienball auf. Wichtig wird er aber erst in dem Zwischenband „Die ruchlosen Sieben“, wo er eine Gruppe von sechs weiteren Personen anführt (miteingenommen Saracen Rue, den er schon seit der Zeit der „Toten Männer“ kennt), welche Tanith Low und ihre Gruppe (mit ebenfalls sechs weiteren Mitgliedern, inklusive Billy-Ray Sanguin) aufhalten wollen. Da er keinem Sanktuarium angehört, können seine meist unorthodoxen Methoden nicht auf höheren Ebenen bestraft werden, was seine Aktionen von Zeit zu Zeit dreister, allerdings auch überlegter werden lassen. Im 9. Teil hilft er zusammen mit seinem langjährigen Freund Saracen Rue den Monsterjägern bei der Jagd nach Restanten. Schließlich wird er selbst von einem besetzt und wird Darquises neuer Beschützer. Als er dann in der finalen Schlacht Verrat an Darquise begeht, schnappt eine Falle für die Weltenzerstörerin zu und sämtliche Restanten bis auf der in Vex besetzen Darquise. Doch da sie zu stark ist, tötet sie einen nach dem anderen und das in beeindruckender Geschwindigkeit. Zum Schluss zwängt sie noch den Restanten aus Vex heraus und lässt ihn fliehen. Dexter Vex bleibt halbtot auf dem Boden liegen.

### Saracen Rue
„Saracen Rue weiß so einiges“. Mehr ist nicht über seine Kraft bekannt. Niemand außer Erskin Ravel weiß, worin seine Begabung oder Fähigkeit liegt, und dieser auch nur, weil beide zusammen gefangen waren und kurz vor der Exekution durch Mevolent standen. Laut Derek Landy, dem Autor der Reihe, verkörpert Saracen Rue den Autor, also Landy selbst. Er kann nicht besonders gut mit Magie kämpfen, macht Leuten allerdings oft Angst, da seine Begabung ins Fleisch schneidet. Er war ebenfalls einer der toten Männer. Saracen behauptet die toten Männer durch einen Angriff auf ein ganzes Bataillon beeindruckt zu haben, laut seinem besten Freund Shudder ist er ausgerutscht und in das feindliche Lager gepurzelt. Im 9. Teil hilft er zusammen mit Dexter Vex den Monsterjägern bei der Restantenjagd. In der letzten Schlacht kämpft er an Skulduggerys Seite mit dem Göttermörder-Bogen gegen Darquise. Er wird fast von ihr getötet. Im Buch „Untotenland“ erfährt man, dass seine magische Fähigkeit ein Röntgenblick ist, welcher ihm in der Vergangenheit half, z. B. Feinde aufzuspüren. Saracen Rue stirbt in „Untotenland“ an den Folgen mehrerer Draugr-Bisse.

### Vaurien Scapegrace
Er versucht in Teil zwei, Walküre von einem Turm zu werfen. Auch später kommt er immer mal wieder vor. In Teil vier schließt er sich dem Klub der Rächer an und wird später von Skarab und Sanguin zum Zombie gemacht. Sein erster Rekrutierter heißt Gerald und wird von ihm selbst immer als „dumm“ oder „strohdoof“ bezeichnet, Scapegrace ärgert sich über den Namen, und dass er ihn überhaupt rekrutiert hat und nennt ihn Thrasher. In Teil fünf suchen die beiden Kernspeckel Grouse auf, um von ihm wieder menschlich gemacht zu werden. Als dieser stirbt, scheint das nicht mehr möglich zu sein, bis Scapegrace im siebten Teil Nye überreden kann, beide zurück in menschliche Form zu bringen. Der schöne Traum, endlich wieder ein Mensch zu werden, wird aber zum Albtraum, denn Scapegrace erwacht im Körper einer jungen sportlichen Frau. Er beschwert sich darüber unentwegt, vor allem weil Thrasher den Körper eines muskulösen und gut aussehenden Mannes bekam, den er eigentlich selbst wollte. Im achten Teil nimmt er Kung-Fu Unterricht bei Meister Ping, einem alten Chinesen, macht jedoch nur geringe Fortschritte. Er bildet sich ein, ein Superheld zu sein, und zieht nachts zusammen mit Thrasher durch Roarhaven. Als er deswegen in Schwierigkeiten kommt, wird er von Ping gerettet. Dieser verspricht, Scapegrace zu beschützen, wenn er seine Lebensgefährtin wird (Ping begreift nicht, dass Scapegrace eigentlich ein Mann ist). Vaurien lehnt zwar ab, aber Ping bleibt bei ihm und betont vor anderen, er „unterhalte eine Liebesbeziehung mit Miss Scapegrace“ („Skulduggery Pleasant – Die Rückkehr der Toten Männer“, Kapitel „Der Mann mit den goldenen Augen“, S. 451). Da er sich fremd in seinem neuen Körper fühlt, will er ebenso wie Thrasher im 9. Teil in den alten zurückkehren. Nach einigen Schwierigkeiten gelingt dies auch durch eine „Verstandstransplantation“. Als Zombie geht er mit Thrasher zusammen in die Nekropole, um die 3. Prüfung von Skulduggery zu beenden. Der Wächter lässt dies nicht zu, bis er hört, dass es sich um den Zombiekönig handelt, der unter den Toten verehrt wird. Er nimmt den Kampf gegen die beiden auf. Als er Thrasher sein Schwert durch den Kopf stößt, schreit Scapegrace auf und nimmt ihn in seine Arme. Die 3. Prüfung hatte Vaurien bestanden, da er Mitgefühl und Zuneigung in diesem kurzen Moment für Thrasher gefühlt hat. Die Meryyn-Sigille ist nun 23 Minuten aktiviert. Der Zombiekönig bekommt außerdem das Angebot, in der Nekropole zu bleiben und als König der Toten über sie zu herrschen. Er schlägt das Angebot aus, da er Clarabelle versprochen hat zurückzukommen. Er sagt, dass er später bestimmt auf dieses Angebot eingehen wird.

### Alison Edgley
Alison ist die kleine Schwester von Walküre und erschien zum ersten Mal in der Serie bei ihrer Namensgebung im Buch Passage der Totenbeschwörer. Sie weinte, als Beryl Edgley auf sie zukam, um sie von ihrer älteren Schwester wegzunehmen, als sie sagte, dass Walküre sie falsch hielt, sehr zu Beryls Ärger.
Alison wurde später von Walküre und Fletcher Renn gebabysittet. Sie wurde von dem lauten Geräusch geweckt und begann zu weinen, als Ian Moore in das Haus eindringt und Walküre angriff.
Walküre war sich unsicher, ob sie Alison in die Welt der Magie einführen sollte.
In Duell der Dimensionen Walküre sprach und spielte mehrmals mit Alison. Sie legte ihre Schwester auch in die Obhut ihres Spiegelbilds.
In Band 8 Die Rückkehr der Toten Männer konnte Walküre sich immer noch nicht entscheiden, ob sie ihre geheime Identität ihrer Familie preisgeben sollte. Nachdem ihr Spiegelbild sie gezwungen hatte, aus ihrem Haus zu fliehen, blieb Alison bei diesem. Alison berührte versehentlich das Zepter der Urväter, was das Spiegelbild für einen Moment in Panik versetzte, bis sie merkte, dass sie auch von den Urvätern abstammte und vor der Macht des schwarzen Kristalls immun war.
Im finalen Band der ersten Buchreihe Das Sterben des Lichts wird Alison von den Restanten entführt, die sie und ihre Familie einschließlich Walküre rechtzeitig nach Roarhaven für den letzten Kampf mit Darquise mitnehmen. Während der Schlacht wird Walküre gezwungen, sie zu töten, damit Walküre das Zepter erhalten kann, um Darquise zu bekämpfen. Walküre belebt sie sofort mit einem Sonnenrad wieder, kann sich jedoch nie verzeihen, ihre kleine Schwester getötet zu haben.
Im ersten Band der zweiten Reihe Auferstehung Leidet Walküre immer noch unter Schuldgefühlen, weil sie ihre Schwester töten musste, hat Alison ihre Schwester seit 5 Jahren nicht gesehen. Nach den Erlebnissen im Coldheart-Gefängnis entscheidet Walküre jedoch, dass sie in ihrem Leben präsenter sein wird, und schiebt ihre Schuld beiseite.
Im zweiten Band Mitternacht Alison wird zum ersten Mal in ihrem Haus spielen gesehen, als Walküre zum Abendessen kommt. Sie erzählt ihrer großen Schwester insgeheim, dass sie ihre Eltern sprechen gehört hat und sich der Magie bewusst ist und dass sie weiß, dass ihre Schwester eine mächtige Magierin ist. Walküre lehnt die Bitte ihrer Schwester ab, unterrichtet zu werden, und sagt, dass sie mindestens 12 Jahre alt sein muss, bevor sie mit dem Lernen beginnen kann. Ihre Eltern baten Walküre darum, auf sie aufzupassen, damit die ihren Hochzeitstag gemeinsam verbringen können. Es kommt etwas dazwischen, weshalb Walküre Omen Darkly beauftragt. Dabei bricht Cadaverus Gant in das Haus ein, entführt Alison und fordert Walküre auf, ihre Schwester innerhalb von sechs Stunden zu finden oder sterben zu sehen. Walküre riskiert in diesem Wettrennen mit der Zeit alles und zeigt so ihre riesige Liebe zu Alison. Nach einem langen Kampf ist Alison diejenige, die Gant tötet, indem sie seine geschrumpfte Version mit ihren Händen im Hotel Mitternacht zermalmt. Nach der Schlacht wendet Walküre zur Überprüfung von Skulduggerys Hypothese ihr Aura-Sehen bei ihr an und findet heraus, dass sie keine Aura besitzt, was eine Nachwirkung von ihrem kurzzeitigen Tod ist. Durch das Fehlen ihrer Aura fühlt Alison keine Traurigkeit, was sich beispielsweise im zwölften Band zeigt (S. 44) dort erklärt sie ihrer Schwester fröhlich, dass ihr Hamster gestorben wäre und fragt dann ob Walküre ihr beim Tanzen zusehen will. In Walküre steigen erneut Schuldgefühle auf und sie schwört sich, das zu korrigieren. Dies gelingt ihr auch, jedoch leidet Alison danach häufig an Weinkrämpfen. Ihre Ärzten vermuten, dass dies auf ein Trauma zurückgeht.
Alison hat blonde Haare und blaue Augen. Sie ist somit die einzige der vier Edgley-Kinder, die keine braunen Augen hat.

### Militsa Gnosis
Ist einer der wiederkehrenden Charaktere in den neueren Büchern. Sie ist eine Nekromantin und Lehrerin an der Corrival-Schule. Walküre lernte sie bei ihren Ermittlungen dort kennen. Militsa ist eine fröhliche Persönlichkeit, die viel redet. Sie ist selbstbewusst und hat eine schnelle Auffassungsgabe, ist aber auch unbeholfen. Sie ist schnell bereit, Walküre zu unterstützen. Im Dritten Band der neuen Reihe erfährt man, dass die beiden ein Paar sind.

### Omen Darkly
Er ist ein Schüler der Corrival-Schule im dritten Jahr (Stand Auferstehung) und Zwillingsbruder von Auger Darkly, dem Auserwählten der Darkly-Prophezeiung. Er half Skulduggery Pleasant und Walküre Unruh bei ihren Missionen. Omen wurde in einer Stadt in der Nähe von Galway wenige Minuten nach seinem Bruder Auger als Sohn von Emmeline Darkly und Caddock Sirroco geboren. Durch seine Mutter ist Omen ein Mitglied der Familie Darkly. Wo er aufgewachsen ist, hegte die magische Gemeinschaft tiefes Misstrauen gegenüber den sterblichen Nachbarn. An der Corrival-Schule wurde Omen von seinem älteren Bruder Auger überschattet, der aufgrund seines natürlichen Aussehens, seiner Ausstrahlung und seines Ruhmes im Zusammenhang mit der Darkly-Prophezeiung das beliebteste Kind in der Schule war. Omen stand im Hintergrund. Er fand nur wenige Freunde, sei bester Freund war der Schüler bzw. die Schülerin Never. In seinem dritten Jahr an der Corrival-Schule wurde Omen von Skulduggery Pleasant und Walküre Unruh angeworben, nach verdächtigen Aktivitäten an der Schule Ausschau zu halten. Sie glaubten, dass das Gegensanktuarium junge und empfängliche Studenten rekrutieren würde. Omen lief durch die Schule, spionierte Lehrer und Schüler aus, folgte ihnen und lauschte ihren Gesprächen. Omen ist eine sozial sehr ungeschickte Person und ziemlich tollpatschig. Er ist auch weder sehr talentiert noch sehr intelligent. Er wünscht sich ein Schicksal und Aufmerksamkeit aufgrund des Status seines Bruders und der Vernachlässigung, die er von seinen Eltern erhielt und erhält. Er ist auch ziemlich vergesslich, womit er oft seine Lehrer verärgert und weshalb er immer seinen Stundenplan vergisst. Er hat Probleme damit, von sich aus zu denken und Initiative zu ergreifen. Er wurde von Miss Gnosis jedoch als guter und sanfter Junge beschrieben. Omen nutzte bisher sowohl die Alchemie als auch Elementemagie, was möglich ist, weil sein Aufwallen der Kräfte noch bevorsteht. Er denkt jedoch darüber nach, sich auf Elementemagie zu spezialisieren. Er ist auch an der Magie der Linguistik, also jede Sprache zu beherrschen, interessiert.

### Abyssinia
Abyssinia, genannt Prinzessin der Nachtländer, war die Tochter des Namenlosen und erbte diesen Titel von ihm. Sie hatte einen Sohn, Caisson, dessen Vater Aussagen zufolge Lord Vile war. Als Lord Vile sie aus dem Fenster geworfen hatte, rettete ihr Vater sie. Dabei verlieh er ihr seine Kräfte unter der Bedingung, dass, wenn Caisson stirbt, sie seine Seele mit Caissons Körper verbinden würde. Sie willigte ein, der Vater starb, und sie fing seine Seele mit einem Seelenfänger ein. Ihr erster Auftritt war, als Walküre versuchte, eine Vision von der Zukunft zu haben, in der sie Abyssinia sieht, nachdem sie einen Angriff auf Roarhaven gemacht hatte, begleitet von Auger und Omen Darkly und Skulduggery Pleasant. Sie sieht Walküre direkt an, als sie die Vision hat und sagt, dass sie „für sie alle kommt“. Sie wurde im Gefängnis von Coldheart wiederbelebt, indem sie die Lebenskraft von Herrn Collup und Herrn Rut nahm (sie wurden getötet) und einige von Walküre Unruh (sie überlebte) verwendet. Abyssinia wird lachend gesehen, bevor Never die Gruppe weg teleportiert.

### Madame Misty
Sie ist eine der drei im obersten Rat des irischen Sanktoariums. Außerdem ist sie ein Kind der Spinne.

### Dusk
Er ist ein sehr mächtiger Vampir, der in dem zweiten Band der Buchreihe das erste Mal auftritt.

## Magische Wesen

### Elementmagier
Zauberer wie Skulduggery und Grässlich. Manipulieren die Elemente d. h. sie werfen Feuerbälle, gehen auf dem Wasser, versteinern sich und können (bis jetzt nur Skulduggery, seine Verwandtschaft und Darquise, sowie einige Magier die Creed unterstanden/unterstehen) fliegen.

### Alchemisten
Zauberer wie Serpine, Tanith und Kenspeckel Grouse. Verschiedene vielfältige Untergruppen wie z. B. Totenbeschwörer die Schatten kontrollieren. Es ist auch von Leuten, die Gedanken lesen, an der Decke gehen und Energie aus Augen oder Händen schießen, die Rede.

### Trolle
Nicht viel bekannt, nur dass sie unter Brücken hausen und bei Mitternacht stärker sind. Im ersten Band ist von einem Troll die Rede, der jeden erst dreimal seinen Namen raten lässt, bevor er ihn frisst. Tanith Low tötet ihn.

### Vampire
Bleiche Wesen, unsterblich auf natürliche Weise. Reißen sich bei Sonnenuntergang die Haut vom Leib und töten alles was ihnen in die Quere kommt. Aus diesem Grund haben viele Vampire einen Käfig mit Zeitschloss. Durch ein Serum ist es möglich, Vampire zu kontrollieren. Vampire sind unglaublich stark, schnell und kaum aufzuhalten. Laut Skulduggery seien sie die effizientesten Killer des Planeten. Wenn ein Vampir sich Haut abzieht, unterscheidet er nicht mehr zwischen Freund und Feind, er tötet jeden. Wer von einem Vampir gebissen wird, ist zwei Tage lang sein Diener, bevor er selbst zu einem Vampir wird. Vampire sehen immer so alt aus, wie sie aussahen, als sie starben. Sie sind allergisch gegen Salzwasser und sterben sofort, wenn sie es schlucken.

### Zombies
Zombies sind Leichname, die durch Magie leben. Sie behalten allerdings ihre Persönlichkeit, wenn sie durch einen Zauberer erweckt werden. Normale Zombies, die durch einen Biss ihres Anführers rekrutiert werden, dürfen kein Menschenfleisch essen, weil sie sonst alles und jeden zerfleischen und nicht mehr denken können. Zombies zerfallen langsam.
Doktor Nye gelingt es, Scapegraces und Thrashers Gehirne in menschliche Körper zu übertragen.

### Neoteriker
Neoteriker sind Zauberer, die ihre Fähigkeiten ohne Anleitung entwickelten. Ihre Kräfte sind sehr stark, sehr instabil und sehr gefährlich.
| Name           | Disziplin  | Besondere Kräfte                                                                                  |
| -------------- | ---------- | ------------------------------------------------------------------------------------------------- |
| Nero           | Teleporter | kann ohne Kontakt Dinge und Menschen teleportieren und anderen Teleportern folgen                 |
| Destrier       | unbekannt  | kann für andere die Zeit verlangsamen und anhalten                                                |
| Cadeverus Gant | unbekannt  | kann in seinem Haus nicht verletzt werden und es in unglaublichen Dimensionen verändern           |
| Azzedine Smoke | unbekannt  | kann jedem mit einer Seele durch eine physische Berührung für 48 Stunden seinen Willen aufzwingen |

### Hexen
Magische Wesen, die Magie anders ausüben als Zauberer. Schließen sich zu Gruppen zusammen wie z. B. ''die Jungfern der Morgenröte'' oder ''die Bräute der blutigen Tränen'', die sich Männer als Sklaven halten. Es gibt männliche und weibliche Hexen. Welche Kräfte sie haben, ist nicht genau bekannt, aber sie werfen Feuerbälle.

### Warlocks
Magische Wesen, ähnlich wie Hexen, die reinere Magie ausüben als Zauberer. Sie schießen Licht aus ihrem ganzen Körper und bluten auch Licht. Sie kämpfen mit Energieströmen und Energiekugeln, die explodieren. Züchten Pestlinge und außerdem können sie Portale erzeugen. Sie haben die Herrschaft über die Wiedergänger.

### Wiedergänger
Fast unsterbliche Wesen. Wer sie berührt, verbrennt. Sie können sich in Rauch verwandeln. Sie dienen den Warlocks.

### Restanten
Kleine, schattenhafte, boshafte Seelen, die jedes Lebewesen mit Seele besetzen. Nach vier Tagen ist der Restant mit dem Wirt untrennbar verbunden. Stirbt ein besetzter Wirt, stirbt auch der Restant. Man kann sie mittels Symbolen und Seelenfänger aus den Körpern ziehen.

### Hohle
Zusammen genähte Papierhaut, die mit übelriechenden Gasen gefüllt ist. Billige Arbeitskraft. Haben schwere Hände und Füße die dich mit einem Schlag ausknocken können.

### Pestlinge
Durch Magie lebender künstlicher Körper aus Gedärmen und Eiter in Menschenform. Überall Beulen und Auswüchse am Körper. Billige Arbeitskraft. Extrem übelriechend. Sehr aggressiv.

### Draugr
Ähnlich wie Zombies, nur nicht so ansteckend und ohne Hirn. Werden von infizierten Totenbeschwörern unterstützt. Die Erde in Dimension X leidet unter einer Apokalypse der Draugr.

### Gesichtslose
Götter, die von den Urvätern aus unserer Welt verbannt wurden. Schwäche: Das Zepter der Urväter und die anderen Göttermörder. Versuchen zurückzukommen, um uns zu versklaven und zu töten. Haben eine eigene Kirchengemeinde. Reduzieren sich im 15. Teil auf kleine Flammen, um sich selbst vor der endgültigen Zerstörung zu bewahren.

### Werwölfe
Ähnlich wie Vampire verwandeln sie sich bei Mitternacht in Wölfe, die auch nur töten wollen. Besonders: Sie sind sonst sehr nett und gingen freiwillig in Verbannung, weil sie über ihre dunkle Seite entsetzt waren. Sind heute ausgestorben.

### Crengarrione
Sehr seltene Wesen. An die drei Meter groß. Feingliedrig. Hohe Stimme und höchstintelligent. Die drei einzigen bekannten dieser Art sind Doktor Nye, General Mantis, der im 8. Teil getötet wird, und Professor Nye, der in der Dimension X (Leipniz Universum) lebt, und im 15. Teil Doktor Nyes Wissen durch Essen seines Gehirnes absorbiert und schließlich tötet.

### Die Kinder der Spinne
Eine Zauberer-Familie, die sich in riesige Spinnen verwandeln kann. Ebenfalls können sie kleine Helferspinnen aus Nase und Ohren laufen lassen. Nicht alle Kinder der Spinne sind zu beiden Fähigkeiten fähig. Madame Misty wäre z. B. eine, die nur die kleinen Spinnen nutzen kann.